# پیکان (صورت فلکی)
پیکان یا سَهم که در لاتین (Sagitta) و در انگلیسی (Arrow) نامیده می‌شود جز صورت‌های فلکی کوچک می‌باشد. پیکان پس از چلیپا و اسب کوچک سومین صورت فلکی کوچک در آسمان شمالی و نزدیک به مثلث بزرگ تابستانی است و به شکل تیرِ ازکمان‌رهاشده تصور می‌شود.
پیکر آسمانی پیکان از چهار ستارهٔ کم‌رنگ تشکیل شده که به شکل پیکان درآمده‌است و میان ماکیان و عقاب قرار دارد.
بطلیموس پیکان را در میان ۴۸ صورت فلکی خود قرار داد.
پیکان توسط صورت‌های فلکی زیر احاطه شده‌است:
- روباهک
- قهرمان اسطوره‌ای هرکول
- عقاب (Aquila)
- دلفین

## اسطوره‌شناسی
گرچه پیکان جز صورت‌های فلکی بزرگ نیست و ستاره درخشانی ندارد، در میان فرهنگ‌های پارسی، یهودی، یونانی و رومی بسیار پرورش یافت به طوری که امروزه چندین روایت مختلف دارد که به دقت مفهوم پیکان را توضیح داده‌است.